# Carla Capponi
Carla Capponi, född 7 december 1921 i Rom, död 24 november 2000 i Zagarolo, var en italiensk kommunistisk motståndskvinna under andra världskriget och sedermera läkare.
Capponi var en av ledarna inom GAP, där hon gick under kodnamnet "Elena". Den 23 mars 1944 ledde hon tillsammans med Rosario Bentivegna (som senare blev hennes make) ett attentat mot tyska SS på Via Rasella i centrala Rom. Hon tilldelades Medaglia d'oro al valor militare för sitt deltagande i den italienska motståndsrörelsen.

## Biografi
Carla Capponi växte upp i Rom, som det äldsta barnet i familjen. Hon studerade på skolan Ennio Quirino Visconti Liceo Ginnasio. År 1940 dog hennes far som var en gruvingenjör vilket innebar att hon och hennes systrar behövde börja arbeta.